# Pat Garrett e Billy Kid
Pat Garrett e Billy Kid (Pat Garrett and Billy the Kid) è un  film western del 1973 diretto da Sam Peckinpah, con gli attori James Coburn e Kris Kristofferson. La colonna sonora del film venne composta da Bob Dylan, che ebbe anche un ruolo nella pellicola; nello stesso anno di uscita del film venne pubblicato l'album con la colonna sonora dal titolo Pat Garrett & Billy the Kid.

## Trama
Il film si ispira a una storia vera. Verso il 1880, nel Nuovo Messico, il latifondista John Chisum ha condotto una guerra spietata contro i suoi rivali servendosi di vari pistoleri fra cui Pat Garrett e Henry McCarty, che si faceva chiamare William H. Bonney, detto Billy the Kid. All'inizio del film, però, Chisum si è accordato col governo federale e ha cessato le ostilità; Billy, ingenuo, non ha capito e continua a uccidere mentre Garrett, più anziano e realista, diventa sceriffo e accetta l'incarico di eliminare l'altro che un tempo era suo amico. Incomincia così un inseguimento massacrante in cui solo uno dei due potrà sopravvivere.

## Produzione
Il film avrebbe dovuto essere diretto in origine da Monte Hellman che aveva già diretto l'acclamato road movie Strada a doppia corsia. La sceneggiatura fu di Rudy Wurlitzer, che avrebbe poi sceneggiato Piccolo Buddha di Bernardo Bertolucci. Sam Peckinpah venne convinto dall'attore James Coburn che desiderava recitare il ruolo del leggendario sceriffo Pat Garrett. Peckinpah accettò volentieri nella speranza di segnare un nuovo corso nella storia dei film western e di continuare la rilettura del genere western che aveva intrapreso con Il mucchio selvaggio e Sfida nell'Alta Sierra.
Peckinpah riscrisse a questo proposito la sceneggiatura con Wurlitzer aggiungendo un prologo e un epilogo che mostrassero l'uccisione di Pat Garrett da parte degli stessi cowboy che aveva assoldato per uccidere Billy the Kid. Nella sceneggiatura originale i due personaggi non si incontravano per tutto il film se non nel finale, e Wurlitzer non accettò le modifiche apportate da Peckinpah, che modificò nuovamente la sceneggiatura; in seguito Wurlitzer scrisse un libro nel quale criticò aspramente il regista.
Dopo aver inizialmente pensato all'attore Bo Hopkins per il ruolo di Billy the Kid, Peckinpah optò per il famoso cantante country Kris Kristofferson. La banda di Kristofferson avrebbe dovuto apparire nel film a fianco della moglie del cantante, Rita Coolidge. Oltre a recitare la parte del giovane fuorilegge, Kristofferson avrebbe coinvolto nella pellicola il cantante Bob Dylan, inizialmente per scrivere la colonna sonora iniziale del film; scrisse poi l'intera colonna sonora ed ebbe anche una parte come attore. All'epoca Peckinpah non conosceva Dylan ma quando lo sentì cantare ne rimase profondamente colpito; uno dei pezzi della colonna sonora del film è Knockin' on Heaven's Door che sarebbe diventato un classico della musica rock.
Per i ruoli secondari Peckinpah scelse deliberatamente grandi glorie del cinema western, come Chill Wills, la stella del cinema messicano Katy Jurado, Jack Elam, Slim Pickens e Paul Fix.